# (85411) Paulflora
(85411) Paulflora ist ein im mittleren Hauptgürtel gelegener Asteroid. Er wurde am 3. November 1996 von dem österreichischen Amateurastronomen Erich Meyer an der Sternwarte Davidschlag (IAU-Code 540) entdeckt. Die Sternwarte befindet sich im Ortsteil Davidschlag der Gemeinde Kirchschlag bei Linz, Oberösterreich.
Die Absolute Helligkeit des Asteroiden beträgt 16,05 mag. Der geschätzte Durchmesser ist ungefähr 2.59 KM, was sich aus einer Lichtkurvenmessung ergeben hat.
Der Asteroid wurde am 30. Juli 2007 nach dem österreichischen Karikaturisten, Grafiker und Illustrator Paul Flora (1922–2009) benannt. Der Marskrater Flora hingegen war 1976 nach der Stadt Flora (Mississippi) benannt worden.